# Skæbnens veje (film fra 1993)
 For alternative betydninger, se Skæbnens veje. (Se også artikler, som begynder med Skæbnens veje)
Skæbnens veje er en dansk kortfilm fra 1993 instrueret af Mette Hansen efter eget manuskript.

## Handling
En ganske særlig dag for den kærlighedssøgende digterinde Heidrun Ackerman. - Et mosgroet ægtepar - en frisørsalon bestyret af et kvindeligt orakel - en smart præmietyr og et mislykket TV-program. Satirisk, humoristisk og crazy film om kvinder i al ualmindelighed.

## Medvirkende
- Ellen Hillingsø